# Saint-Florent-sur-Auzonnet
Saint-Florent-sur-Auzonnet är en kommun i departementet Gard i regionen Occitanien i södra Frankrike. Kommunen ligger i kantonen Saint-Ambroix som tillhör arrondissementet Alès. År 2022 hade Saint-Florent-sur-Auzonnet 1 203 invånare.

## Befolkningsutveckling
Antalet invånare i kommunen Saint-Florent-sur-Auzonnet
Referens:INSEE